# Кримозеро
Кримозеро — пресноводное озеро на территории Гирвасского и Кяппесельгского сельских поселений Кондопожского района Республики Карелии.

## Общие сведения
Площадь озера — 4,7 км², площадь водосборного бассейна — 6320 км². Располагается на высоте 70,1 метров над уровнем моря.
Форма озера лопастная, продолговатая: оно более чем на шесть километров вытянуто с северо-запада на юго-восток. Берега каменисто-песчаные, местами заболоченные.
Из юго-восточной оконечности озера вытекает протока Заводская, впадающая в Хижозеро, из которого берёт начало река Тивдия, впадающая, в свою очередь, в озеро Сандал, из которого берёт начало река Сандалка, приток реки Суны.
С северо-запада в Кримозеро впадает река Нива, берущая начало из Пальеозера.
В озере около десятка безымянных островов различной площади, рассредоточенных по всей площади водоёма.
К юго-востоку от озера располагается деревня Белая Гора, к которой подходит автодорога местного значения 86К-86 («Тивдия — Белая Гора»).
Код объекта в государственном водном реестре — 01040100211102000018293.

## Панорама

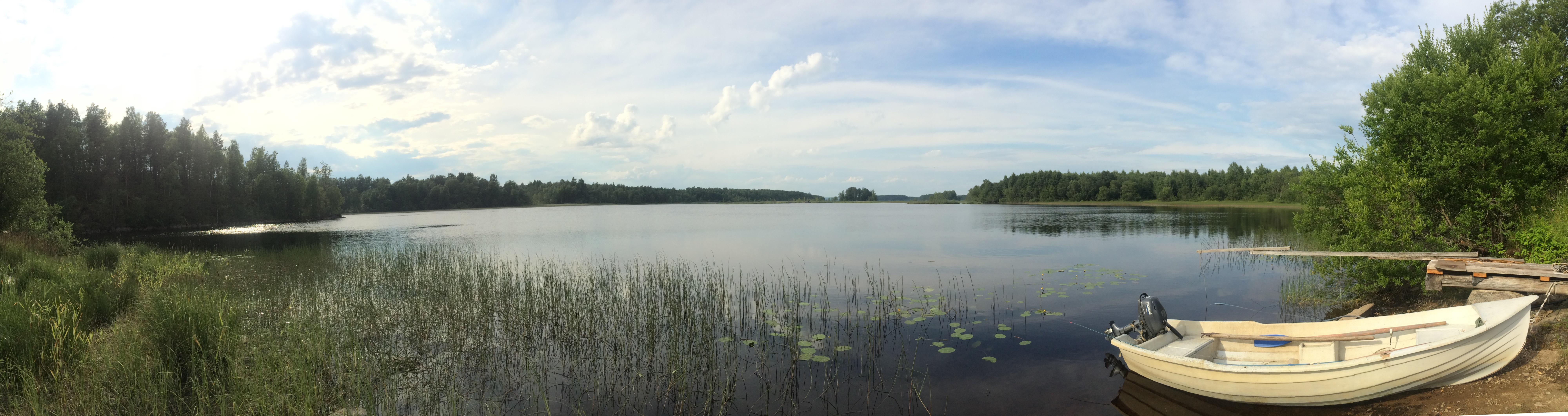
Панорама